# Monoctenia smerintharia
Espèce
Monoctenia smerintharia est une espèce d'insectes lépidoptères (papillons), de la famille des
Geometridae vivant en Australie.